# CHXR 73
CHXR 73 es una estrella en la constelación de Chamaeleon, a unos 550 años luz de la Tierra.
La estrella se encuentra dentro de Cha I, una nube molecular. Tiene una temperatura baja de 3.490 K típica de las enanas rojas, pero a diferencia de las enanas rojas típicas tiene un radio inusualmente grande de 0,83 R☉. Esto es debido a su corta edad, solo 8 millones de años. Hay un compañero, CHXR 73 b, que fue encontrado de imágenes directas. CHXR 73 b tiene una masa de alrededor de 12 masas jovianas (MJ). Esto está cerca del límite superior de masa para los planetas, lo que dificulta su clasificación.
| Planeta | Masa       | Semieje mayor (UA) | Periodo orbital (días) | Excentricidad | Inclinación | Radio |
| ------- | ---------- | ------------------ | ---------------------- | ------------- | ----------- | ----- |
| b       | 12+8 −5 MJ | ≥200               | ?                      | ?             | ?           | ?     |